# Джейми Оливър
Джеймс Тревър Оливър (на английски: Jamie Oliver), известен като Джейми Оливър, е английски готвач, автор на готварски книги, телевизионен водещ, ресторантьор.
Автор е на издадени 19 готварски книги (преведени на 36 езика), има 48 ресторанта във Великобритания.

## Биография
Роден е на 27 май 1975 г. в голямото село Клейвъринг, графство Есекс, намиращо се на 32 км от Кембридж. Родителите му Тревър и Сали имат семеен ресторант „Крикетиърс“, в който Джейми помага в кухнята от най-ранна възраст.
Основава музикалната група Scarlet Division през 1989 г. и става неин барабанист. На 16 години отива да учи в професионалния Уестминстър кейтъринг колидж.
След като завършва, работи във Франция и в ресторанта на Антонио Карлучио в Лондон. По-късно попада в прочутото „Ривър кафе“ и скоро участва във филм за него.
Не след дълго получава предложение за собствено телевизионно предаване. Така се ражда „Натуралният готвач“, в което се дискутират основни факти за храната и се показват лесни за изпълнение рецепти. Естественото и непринуденото поведение на водещия оставя зрителите с приятно чувство и желание да го слушат и да пробват рецептите.
Скоро тръгва на път с шоуто си „Натуралният готвач“. Турнето продължава в Австралия и Нова Зеландия. Младежът се превръща в световно явление и получава покана да приготви обяд за италианския министър-председател, а по-късно и за британския премиер Тони Блеър в резиденцията му на Даунинг Стрийт 10 през 1999 г.
В края на 2001 г. отваря първия от верига учебни ресторанти „15“ за млади хора, които не учат или не работят. За тази му инициатива получава Орден на Британската империя.
През 2002 г. става рекламно лице на „Сейнсбърис“ – сред най-големите хранителни вериги в Обединеното кралство, за което получава 2 млн. бр. лири на година. Договорът приключва в края на 2011 г.
ТВ поредицата „Кухнята на Джейми“ се излъчва в 40 страни, а готварските му книги се радват на огромен успех. През 2004 г. се връща в училище, за да учи и да мотивира децата и работниците в кухнята да готвят и да се хранят здравословно. Неговата кампания за подобряване на училищната храна получава голяма подкрепа и той бива приет от британските политици за обсъждане на проблема.
След този успех вече е придобил известност, която работи безотказно за него. Разработва дизайн на прибори за хранене за престижната компания „Чърчил Чайна“. Заедно с „Тефал“ пуска няколко серии кухненски уреди и съдове, включително професионална серия с неговото име. Създава своя серия италиански луксозни храни, които се продават в цял свят.
През есента на 2007 г. Джейми Оливър създава верига луксозни италиански ресторанти, наречени „Джеймс Италиан“. В края на 2009 г. пуска приложение за Iphone, наречена „20-минутни ястия“, което се превръща в хит и печели престижната награда на „Епъл дизайн“ за приложения.
Предаванията му „Вкуснотиите на Оливър“ и „Вкусът на Великобритания“ са излъчвани в България. Печели наградата TED през 2010 г.
Отговаря за кетъринга на клубния стадион „Етихад Стейдиъм“ на ФК „Манчестър Сити“ от 2013 г.
На Джейми Оливър е присъдена 2 пъти титлата „Най-влиятелната фигура в сферата на ресторантьорството“.
След пика на популярността му през 2014 г., според някои вестници, той е загубил около 150 милиона бр. лири поради недалновидност и недотам добро планиране. Вземал е на работа приятели и роднини.
Джейми Оливър има 5 деца със съпругата си Джуулс, за която се жени през 2000 г.